# Agrotis semivirens
Agrotis semivirens är en fjärilsart som beskrevs av Igor Kozhanchikov 1937. Agrotis semivirens ingår i släktet Agrotis och familjen nattflyn. Inga underarter finns listade i Catalogue of Life.